# کینو (گروه موسیقی)
کینو (روسی: Кино، IPA: [kʲɪˈno]) یک گروه راک شوروی بود که در سال ۱۹۸۲ در لنینگراد تشکیل شد و به‌عنوان یکی از بزرگترین گروه‌های راک در تاریخ موسیقی روسیه شناخته می‌شود. گروه توسط ویکتور تسوئی که موسیقی و اشعار تقریباً تمام آهنگ‌های گروه را نوشت، بنیانگذاری و رهبری شد. در طول هشت سال، کینو بیش از ۹۰ آهنگ را منتشر کرد که شامل بیش از هفت آلبوم استودیویی بود و همچنین چند مجموعه و آلبوم زنده منتشر کرد. موسیقی گروه نیز به شکل گسترده‌ای در قالب ضبط‌های بوتلگ پخش شد. ویکتور تسوی در سال ۱۹۹۰ در یک تصادف رانندگی درگذشت. اندکی پس از درگذشت او، گروه پس از انتشار آخرین آلبوم خود، متشکل از آهنگ‌هایی که تسو و گروه در ماه‌های قبل از مرگ او روی آنها کار می‌کردند، از هم پاشید.
در سال ۲۰۱۹، گروه اعلام کرد که برای اولین بار در ۳۰ سال گذشته، با کنسرت‌هایی که در پاییز ۲۰۲۰ برنامه‌ریزی شده بود، گرد هم می‌آیند، اما بعداً به دلیل دنیاگیری کووید-۱۹ به سال ۲۰۲۱ موکول شدند.